# 鏡の女たち
『鏡の女たち』（かがみのおんなたち）は、2002年の日本のドラマ映画である。監督を吉田喜重が務め、主演を岡田茉莉子、田中好子、一色紗英が務めている。第55回カンヌ国際映画祭の特別招待作品である。

## あらすじ
東京都に暮らす川瀬愛（岡田茉莉子）は、24年前に失踪した娘の美和を捜しつづけている。ある日、愛は市役所の戸籍課から連絡を受ける。幼女誘拐の容疑で逮捕された女性が美和の母子手帳を所持しているのだという。その女性は記憶を喪失しており、現在、尾上正子と名乗っている。愛は、孫娘の夏来（一色紗英）をアメリカ合衆国から呼び寄せる。
数日後、釈放された尾上正子（田中好子）のマンションを愛が訪ねてくる。その部屋にかけられている割れた鏡について愛が正子に聞くと、ヒステリーを起こして割ってしまったのだと正子は答える。愛の屋敷にも、美和によって割られた鏡がかけられている。愛は、正子と喫茶店で言葉を交わす合間に、紅茶のカップについた口紅の跡を指で拭き取る。その仕草を見た正子は、自分の母親もそうして拭き取っていた気がする、と話す。愛は正子が美和であることを確信する。
愛の屋敷を訪れた正子は、ひとつの情景を思い出す。それは、病室の窓から見える海に小さな島がいくつも浮かんでいる、というものであった。愛は、正子と夏来を連れて、広島県広島市の病院に向かう。
海辺の病院に着いた愛は、正子と夏来に真実を語り始める。美和が4歳の頃、この病院で美和の本当の父親は命を落としていた。広島市への原子爆弾投下の際、愛は防空壕で彼と出会った。両親を亡くした愛は、彼と暮らし始めた。戦後、C級戦犯として占領軍に拘置された彼は、捕虜虐待の容疑で起訴されたが、原爆後遺症であることが判明し、1年後に釈放された。愛は、彼の反対を押し切り、美和を産んだ。彼は、美和の父親が誰であったかは伏せておいてほしいという遺言を残して、息を引き取った。愛が真実を語り終えると、3人は肩を寄せ合い、涙を流す。
帰京した愛は正子のマンションを訪れるが、養女になってほしいという愛の願いは正子に断られる。その後、正子は母子手帳を持って失踪する。その連絡を聞いた愛は、夏来とともに、閉ざされた障子の前に腰を下ろす。愛は「神様だったのね、あの人は。ふと現れて、ふと消えてしまう神様」と話す。障子には、無邪気に遊ぶ1人の少女の影が映っている。やがて、全てが白い光に包まれていく。

## キャスト
- 岡田茉莉子 - 川瀬愛
- 田中好子 - 尾上正子
- 一色紗英 - 川瀬夏来
- 山本未來
- 北村有起哉
- 三條美紀
- 犬塚弘
- 石丸謙二郎
- 矢島健一
- 菜々子
- 奏谷ひろみ
- 今泉野乃香
- 西岡徳馬
- 室田日出男[注 1]

## スタッフ
- 脚本・監督 - 吉田喜重
- 企画 - 吉田喜重、高橋松男
- 作曲 - 原田敬子
  - 演奏 - 宮田まゆみ、シュテファン・フッソング、加藤知子、中川賢一、中川俊郎、植木昭雄、大熊理津子、田中やよい
- 撮影 - 中堀正夫
- 照明 - 佐野武治
- 美術 - 部谷京子
- 録音 - 横溝正俊
- 編集 - 吉田喜重、森下博昭
- 助監督 - 中西健二、市原大地、家次勲、竹田正明
- 製作担当 - 黛威久
- 音響効果 - 岡瀬晶彦
- デジタル合成 - 小川利弘
- ロケ協力・後援 - 広島市
- タイトル - マリンポスト
- 現像 - 東京現像所
- スタジオ - 日活撮影所
- 製作統括 - 高橋雅宏
- プロデューサー - 高田信一、尾川匠、Philippe Jacquier、霜村裕
- 製作者 - 成澤章、綾部昌徳、高橋松男
- 特別協力 - フランス国立映画センター

## 上映
2002年5月23日、第55回カンヌ国際映画祭にて上映された。日本では2003年4月5日に一般公開された。

## 評価
『Variety』のデヴィッド・ストラットンは「本作の主役は中堀正夫による撮影であり、ショットのひとつひとつが芸術作品である」と述べた。
第77回キネマ旬報ベスト・テンにて、日本映画の第6位に選ばれた。第46回朝日ベストテン映画祭では、日本映画の第1位に選ばれた。